# 葦プロダクション
株式会社葦プロダクション（あしプロダクション、英: ASHI PRODUCTIONS CO.,LTD.）は、日本のアニメ制作会社。日本動画協会正会員。

## 概要
1975年、竜の子プロダクション（後のタツノコプロ）でCM制作と版権営業の仕事をしていた佐藤俊彦、加藤博らが新興の玩具会社「タケミ」の要請により独立して創業。
後発の会社の為に放送枠の確保に苦労し、創業当初の3作品『ブロッカー軍団IVマシーンブラスター』・『超合体魔術ロボ ギンガイザー』・『女王陛下のプティアンジェ』はやむなく日本アニメーションの看板を借りて放送にこぎつけた。『くじらのホセフィーナ』から『宇宙戦士バルディオス』までの4作品は日本アニメーションの代わりに国際映画社との共同制作となり、『戦国魔神ゴーショーグン』からは自社単独制作となった。
主にオリジナル企画が多いが、数こそ少ないものの原作ものも手がける。後述のウィズグループ離脱以降の2010年代では原作アニメの比率が多くなっている。
2001年11月に大幅な増資と共にバンダイグループ（後のバンダイナムコグループ）傘下となったが、2005年末をもって再び1000万円に減資し、バンダイは資本を引き揚げた。
2006年1月20日よりバンダイナムコグループ傘下の玩具企画開発会社・ウィズと業務提携し、2007年11月1日に商号を「株式会社プロダクションリード」に変更。これに伴い佐藤は代表取締役会長に異動し、新たに本郷武一が代表取締役社長に就任した。会社名の「REED」は、「葦」の英語読みである。
2009年5月20日、ウィズとのシナジー効果が期待出来ないことおよびウィズが玩具の企画・開発・製造に特化することを理由にウィズ保有の全株式が佐藤に譲渡され、ウィズグループから離脱した。
2019年2月12日、商号を「株式会社葦プロダクション」に再度変更。

## 作品履歴

### テレビアニメ
| 開始年 | 放送期間          | タイトル                                        | 名義                  | 監督                                 | アニメーション プロデューサー | 共同制作           |
| ------ | ----------------- | ----------------------------------------------- | --------------------- | ------------------------------------ | ----------------------------- | ------------------ |
| 1976年 | 7月 - 1977年3月   | ブロッカー軍団IVマシーンブラスター              | 葦プロダクション      | 案納正美（総）                       | N/A                           | 日本アニメーション |
| 1977年 | 4月 - 10月        | 超合体魔術ロボ ギンガイザー                     | 葦プロダクション      | 案納正美（総）                       | N/A                           | 日本アニメーション |
| 1977年 | 12月 - 1978年6月  | 女王陛下のプティアンジェ                        | 葦プロダクション      | 黒川文男                             | N/A                           | 日本アニメーション |
| 1979年 | 4月 - 8月         | くじらのホセフィーナ                            | 葦プロダクション      | 黒川文男                             | 相原義彰 加藤博               | 国際映画社         |
| 1980年 | 2月- 8月          | ふた子のモンチッチ                              | 葦プロダクション      | 秦泉寺博                             | 加藤博                        | 国際映画社         |
| 1980年 | 4月 - 9月         | ずっこけナイトドンデラマンチャ                  | 葦プロダクション      | 湯山邦彦                             | 相原義彰                      | 国際映画社         |
| 1980年 | 6月 - 1981年1月   | 宇宙戦士バルディオス                            | 葦プロダクション      | 広川和之                             | 加藤博                        | 国際映画社         |
| 1981年 | 7月 - 12月        | 戦国魔神ゴーショーグン                          | 葦プロダクション      | N/A                                  | 相原義彰 加藤博               | N/A                |
| 1982年 | 3月 - 1983年5月   | 魔法のプリンセス ミンキーモモ                   | 葦プロダクション      | 湯山邦彦（総）                       | 加藤博 梅原勝                 | N/A                |
| 1983年 | 10月 - 1984年7月  | 特装機兵ドルバック                              | 葦プロダクション      | 案納正美（総） 大庭寿太郎            | 梅原勝                        | N/A                |
| 1985年 | 4月 - 12月        | 超獣機神ダンクーガ                              | 葦プロダクション      | 奥田誠治（総）                       | 加藤博 梅原勝                 | N/A                |
| 1986年 | 2月23日           | 生徒諸君!心に緑のネッカチーフを                 | 葦プロダクション      | 日下部光雄                           | 梅原勝                        | N/A                |
| 1986年 | 7月 - 1987年5月   | マシンロボ クロノスの大逆襲                     | 葦プロダクション      | 吉田浩                               | 梅原勝                        | N/A                |
| 1987年 | 6月 - 12月        | マシンロボ ぶっちぎりバトルハッカーズ           | 葦プロダクション      | 吉田浩                               | 梅原勝                        | N/A                |
| 1988年 | 4月 - 7月         | ドクター秩父山                                  | 葦プロダクション      | アミノテツロー                       | 梅原勝                        | N/A                |
| 1988年 | 4月 - 12月        | 超音戦士ボーグマン                              | 葦プロダクション      | 根岸弘                               | 下地志直                      | N/A                |
| 1988年 | 7月 - 12月        | 鉄拳チンミ                                      | 葦プロダクション      | 大庭寿太郎                           | 梅原勝                        | N/A                |
| 1989年 | 4月 - 1990年3月   | アイドル伝説えり子                              | 葦プロダクション      | アミノテツロー                       | N/A                           | N/A                |
| 1989年 | 10月 - 1990年8月  | たいむとらぶるトンデケマン!                     | 葦プロダクション      | 湯山邦彦                             | 梅原勝                        | N/A                |
| 1990年 | 4月 - 1991年2月   | アイドル天使ようこそようこ                      | 葦プロダクション      | アミノテツロー                       | 下地志直                      | N/A                |
| 1990年 | 4月 - 1991年1月   | NG騎士ラムネ&40                                 | 葦プロダクション      | ねぎしひろし                         | 梅原勝                        | N/A                |
| 1990年 | 5月 - 1991年3月   | 魔法のエンジェルスイートミント                  | 葦プロダクション      | 大庭寿太郎                           | 梅原勝                        | N/A                |
| 1991年 | 4月 - 1992年3月   | ジャンケンマン                                  | 葦プロダクション      | 遠藤徹哉                             | 梅原勝                        | N/A                |
| 1991年 | 10月 - 1992年12月 | 魔法のプリンセス ミンキーモモ（第2作）          | 葦プロダクション      | 湯山邦彦（総）                       | 加藤博 梅原勝                 | N/A                |
| 1992年 | 2月 - 1993年1月   | 花の魔法使いマリーベル                          | 葦プロダクション      | 遠藤徹哉                             | 梅原勝                        | N/A                |
| 1992年 | 4月 - 1993年4月   | あしたへフリーキック                            | 葦プロダクション      | アミノテツロー                       | 梅原勝                        | N/A                |
| 1994年 | 9月 - 12月        | Mega Man                                        | 葦プロダクション      | 箕ノ口克己 ウォルト・ キュービアック | 加藤博 スコット・ヘミング     | N/A                |
| 1994年 | 10月 - 1995年3月  | BLUE SEED                                       | 葦プロダクション      | 神谷純                               | 下地志直                      | Production I.G     |
| 1994年 | 10月 - 1995年9月  | マクロス7                                       | 葦プロダクション      | アミノテツロー                       | N/A                           | N/A                |
| 1995年 | 4月 - 12月        | 恐竜冒険記ジュラトリッパー                      | 葦プロダクション      | 湯山邦彦                             | 加藤博                        | N/A                |
| 1995年 | 6月 - 1996年3月   | H2                                              | 葦プロダクション      | うえだひでひと                       | 釜英樹 橋本和典               | N/A                |
| 1995年 | 9月 - 12月        | Mega Man（第2シーズン）                         | 葦プロダクション      | 箕ノ口克己                           | 加藤博                        | N/A                |
| 1996年 | 4月 - 9月         | VS騎士ラムネ&40炎                               | 葦プロダクション      | ねぎしひろし（総） 藤本義孝          | 酒井あきよし                  | N/A                |
| 1996年 | 4月 - 1997年3月   | 快傑ゾロ                                        | 葦プロダクション      | 箕ノ口克己                           | 加藤博                        | N/A                |
| 1998年 | 1月 - 3月         | 万能文化猫娘                                    | 葦プロダクション      | ふじもとよしたか                     | 加藤博                        | N/A                |
| 1998年 | 4月 - 1999年1月   | ビーストウォーズII 超生命体トランスフォーマー   | 葦プロダクション      | 関田修                               | 平野謙一 石坂透               | N/A                |
| 1998年 | 4月 - 9月         | アキハバラ電脳組                                | 葦プロダクション      | ふじもとよしたか                     | 石坂透                        | N/A                |
| 1998年 | 4月 - 10月        | 熱沙の覇王ガンダーラ                            | 葦プロダクション      | うえだひでひと（総）                 | 加藤博 酒井あきよし           | N/A                |
| 1999年 | 2月 - 9月         | ビーストウォーズネオ 超生命体トランスフォーマー | 葦プロダクション      | 関田修                               | 平野謙一 吉田敏裕             | N/A                |
| 1999年 | 5月 - 10月        | 魔装機神サイバスター                            | 葦プロダクション      | うえだひでひと                       | 石坂透 南喜長                 | N/A                |
| 2001年 | 5月 - 2002年1月   | オフサイド                                      | 葦プロダクション      | 奥田誠治                             | 増田光弘                      | N/A                |
| 2003年 | 5月 - 11月        | ウルトラマニアック                              | 葦プロダクション      | 政木伸一                             | N/A                           | N/A                |
| 2003年 | 10月 - 2004年9月  | F-ZERO ファルコン伝説                           | 葦プロダクション      | 知吹愛弓                             | 増田光弘 正木直幸             | N/A                |
| 2007年 | 2月 - 5月         | 獣装機攻ダンクーガノヴァ                        | 葦プロダクション      | 大張正己                             | 村田淳司                      | N/A                |
| 2011年 | 4月 - 6月         | スプ〜トニック da ONE                           | プロダクション リード | N/A                                  | N/A                           | N/A                |
| 2012年 | 2月 - 3月         | 黒ねこルーシー                                  | プロダクション リード | 富永美也子                           | N/A                           | N/A                |
| 2012年 | 10月              | おわんこ                                        | プロダクション リード | N/A                                  | N/A                           | N/A                |
| 2013年 | 3月10日           | 大人女子のアニメタイム「夕餉」                  | プロダクション リード | 高橋亨                               | 松平高明                      | N/A                |
| 2013年 | 4月 - 12月        | 爆獣合神ジグルハゼル                            | プロダクション リード | 大張正己 アミノテツロ                | N/A                           | N/A                |
| 2015年 | 5月 - 10月        | 出番ですよ!オニギリズ                           | プロダクション リード | 中田敦彦                             | N/A                           | N/A                |
| 2015年 | 10月 - 12月       | 温泉幼精ハコネちゃん                            | プロダクション リード | 柳瀬雄之                             | 松橋厚至                      | 旭プロダクション   |
| 2016年 | 1月 - 6月         | 虹色デイズ                                      | プロダクション リード | アミノテツロ（総） 大久保富彦        | 村田淳司                      | N/A                |
| 2017年 | 7月 - 9月         | 異世界はスマートフォンとともに。                | プロダクション リード | 柳瀬雄之                             | 村田淳司                      | N/A                |
| 2018年 | 4月 - 6月         | Cutie Honey Universe                            | プロダクション リード | 横山彰利                             | 村田淳司                      | N/A                |
| 2023年 | 1月 - 4月         | ノケモノたちの夜                                | 葦プロダクション      | 山本靖貴                             | 山岡宏哉                      | N/A                |
| 2024年 | 10月 - 12月       | 合コンに行ったら女がいなかった話                | 葦プロダクション      | 古賀一臣                             | 山岡宏哉                      | N/A                |
| 2024年 | 10月 - 12月       | 結婚するって、本当ですか                        | 葦プロダクション      | 博史池畠                             | 山岡宏哉                      | N/A                |
| 2026年 | 1月 -             | エリスの聖杯                                    | 葦プロダクション      | 森田と純平                           | 未公表                        | N/A                |
| 2026年 | 未公表            | 自称悪役令嬢な婚約者の観察記録。                | 葦プロダクション      | 山元隼一                             | 未公表                        | N/A                |

### 劇場アニメ
| 公開年 | タイトル                                               | 監督         | アニメーション プロデューサー | 備考                                                                    |
| ------ | ------------------------------------------------------ | ------------ | ----------------------------- | ----------------------------------------------------------------------- |
| 1981年 | 宇宙戦士バルディオス 劇場版                            | 鳥海永行     | 相原義彰 加藤博               |                                                                         |
| 1982年 | 戦国魔神ゴーショーグン                                 | 湯山邦彦     | 加藤博 梅原勝                 |                                                                         |
| 1985年 | 戦国魔神ゴーショーグン 時の異邦人                      | 湯山邦彦     | 加藤博 梅原勝                 |                                                                         |
| 1985年 | 魔法のプリンセス ミンキーモモ 夢の中の輪舞             | 湯山邦彦     | 加藤博                        |                                                                         |
| 1986年 | GREY デジタル・ターゲット                              | 出﨑哲       | N/A                           | 制作協力：マジックバス                                                  |
| 1987年 | ウルトラマンUSA                                        | 日下部光雄   | 尾崎正善                      | 共同制作：スタジオ・ザイン                                              |
| 1990年 | 愛と剣のキャメロット まんが家マリナ タイムスリップ事件 | 石井文子     | 加藤博                        | 共同制作：亜細亜堂                                                      |
| 1992年 | 花の魔法使いマリーベル フェニックスのかぎ              | 遠藤徹哉     | 梅原勝                        |                                                                         |
| 2022年 | ジュエルペット あたっくとらべる!                       | ねぎしひろし | 山岡宏哉                      | 日本では上映延期を重ねて未上映となった (後にセルメディアに収録して公開) |

### OVA
| 発売年 | タイトル                                                          | 監督                             | アニメーション プロデューサー | 備考                                    |
| ------ | ----------------------------------------------------------------- | -------------------------------- | ----------------------------- | --------------------------------------- |
| 1985年 | 魔法のプリンセス ミンキーモモ 夢の中の輪舞                        | 湯山邦彦                         | 加藤博                        |                                         |
| 1985年 | 吸血鬼ハンター"D"                                                 | 芦田豊雄                         | 梅原勝                        | 制作協力：スタジオライブ                |
| 1986年 | 超獣機神ダンクーガ 失われた者たちへの鎮魂歌                       | 奥田誠治                         | 加藤博 梅原勝                 |                                         |
| 1986年 | バイオレンスジャック                                              | N/A                              | 梅原勝                        | 制作協力：アニメ・アール、スタジオGOODS |
| 1986年 | アイ・シティ                                                      | 真下耕一                         | 梅原勝                        |                                         |
| 1987年 | 魔法のプリンセス ミンキーモモ 瞳の星座 ミンキーモモSONGスペシャル | 湯山邦彦                         | N/A                           |                                         |
| 1987年 | 超獣機神ダンクーガ GOD BLESS DANCOUGA                             | 奥田誠治                         | 梅原勝                        |                                         |
| 1987年 | 魔境外伝レディウス                                                | 根岸弘                           | 梅原勝                        |                                         |
| 1988年 | レイナ剣狼伝説I                                                   | 羽原信義                         | 下地志直                      |                                         |
| 1988年 | レイナ剣狼伝説II                                                  | 羽原信義                         | 梅原勝                        |                                         |
| 1989年 | 超獣機神ダンクーガ 白熱の終章                                     | N/A                              | N/A                           |                                         |
| 1989年 | レイナ剣狼伝説III                                                 | 羽原信義                         | 梅原勝                        |                                         |
| 1989年 | ザ・ボーグマン ラストバトル                                       | 根岸弘                           | 下地志直                      |                                         |
| 1990年 | ライトニングトラップ レイナ&ライカ                                | 村山靖                           | 梅原勝                        |                                         |
| 1990年 | 超音戦士ボーグマン LOVERS RAIN                                    | 村山靖                           | N/A                           |                                         |
| 1990年 | ガデュリン                                                        | 加戸誉夫 芦田豊雄                | 加藤博                        |                                         |
| 1991年 | NG騎士ラムネ&40 EX ビクビクトライアングル 愛の嵐大作戦            | ますなりこうじ                   | 加藤博                        |                                         |
| 1992年 | シークエンス                                                      | 高橋ナオヒト                     | 加藤博                        |                                         |
| 1992年 | 放課後のティンカー・ベル                                          | 村山靖                           | N/A                           |                                         |
| 1992年 | ジャンケンマン 怪獣大決戦                                         | 遠藤徹哉                         | N/A                           |                                         |
| 1993年 | MINKY MOMO IN 夢にかける橋                                        | 湯山邦彦                         | 梅原勝                        |                                         |
| 1993年 | 超音戦士ボーグマン2 -新世紀2058-                                  | 村山靖                           | 下地志直                      |                                         |
| 1993年 | NG騎士ラムネ&40 DX ワクワク時空 炎の大捜査戦                      | 開木菜織                         | 加藤博                        | 制作協力：スタジオジュニオ              |
| 1993年 | アイドル防衛隊ハミングバード                                      | 村山靖                           | 下地志直 橋本和典             |                                         |
| 1993年 | マリーベルの交通安全                                              | 遠藤徹哉                         | N/A                           | 教育ビデオ                              |
| 1993年 | マリーベルの火の用心 〜グラッときたらどうする〜                   | 遠藤徹哉                         | N/A                           | 教育ビデオ                              |
| 1994年 | MINKY MOMO IN 旅だちの駅                                          | 湯山邦彦                         | 梅原勝                        |                                         |
| 1994年 | アイドル防衛隊ハミングバード'94夏                                 | 村山靖                           | 下地志直                      |                                         |
| 1994年 | I・R・I・A ZEIRAM THE ANIMATION                                   | アミノテツロー                   | 梅原勝                        |                                         |
| 1995年 | アイドル防衛隊ハミングバード'95風の唄                             | 村山靖                           | 下地志直                      |                                         |
| 1995年 | アイドル防衛隊ハミングバード'95夢の場所へ                         | 村山靖                           | 橋本和典                      |                                         |
| 1995年 | マクロス7 アンコール                                              | アミノテツロー                   | N/A                           |                                         |
| 1996年 | 覚悟のススメ                                                      | 平野俊弘                         | 加藤博                        |                                         |
| 1996年 | 宝魔ハンターライム                                                | アミノテツロー 日下直義 中嶋敦子 | 加藤博                        | -1997年、制作協力：スタジオジャイアンツ |
| 1997年 | VS騎士ラムネ&40FRESH                                              | ふじもとよしたか                 | 加藤博                        |                                         |
| 1997年 | マクロス ダイナマイト7                                            | アミノテツロー                   | 加藤博                        | -1998年                                 |
| 1998年 | 万能文化猫娘DASH!                                                 | ふじもとよしたか                 | 加藤博                        |                                         |
| 2000年 | KIRARA                                                            | 村山靖                           | 石坂透                        |                                         |
| 2014年 | ふたりエッチ（第3期）                                             | アミノテツロ                     | N/A                           |                                         |

### ゲーム
- 私立ジャスティス学園 LEGION OF HEROES（1998年）

### 実写番組
- おはよう!ジャンジャカランド（2012年）
- 浪川大輔のヤバい!たのしくなってきちゃった!（2013年）

### 制作協力
- タイムボカンシリーズ ゼンダマン（制作元請：タツノコプロ、各話制作協力、1979年 - 1980年）
- 戦え!超ロボット生命体トランスフォーマー（制作元請：マーベル・プロダクション・東映動画〈現・東映アニメーション〉、1984年 - 1987年）
- 忍者戦士飛影（制作元請：スタジオぴえろ、各話制作協力、1985年 - 1986年）
- 魔法のアイドルパステルユーミ（制作元請：スタジオぴえろ、各話制作協力、1986年）
- レリックアーマーLEGACIAM（制作元請：アトリエ戯雅、制作協力、1987年）
- 天空戦記シュラト（制作元請：タツノコプロ、制作協力・録音制作、1989年 - 1990年)
- 熱血最強ゴウザウラー（制作元請：サンライズ、各話制作協力、1993年 - 1994年）
- 湘南純愛組! 第2巻（制作元請：J.C.STAFF、制作協力、1994年）
- 覇王大系リューナイト（制作元請：サンライズ、各話制作協力、1994年 - 1995年）
- 魔法使いTai!（制作元請：トライアングルスタッフ、各話制作協力、1996年）
- セイバーマリオネットJ（制作元請：スタジオジュニオ、各話制作協力、1997年）
- 魔術士オーフェン（制作元請：J.C.STAFF、各話制作協力、1998年-1999年）
- 魔術士オーフェン Revenge（制作元請：J.C.STAFF、各話制作協力、1999年-2000年）
- エクスドライバー（制作元請：アクタス、各話制作協力、2000年）
- とっとこハム太郎（制作元請：トムス・エンタテイメント、各話制作協力、2000年 - 2006年）
- サブマリン707R（制作元請：グループ・タック、制作協力、2003年）
- NITABOH 仁太坊-津軽三味線始祖外聞（制作元請：ワオワールド、作画協力、2004年）
- グレネーダー 〜ほほえみの閃士〜（制作元請：スタジオ・ライブ・グループ・タック、各話制作協力、2004年 - 2005年）
- 神様家族（制作元請：東映アニメーション、各話制作協力、2006年）
- リングにかけろ1 -日米決戦篇-（制作元請：東映アニメーション、各話制作協力、2006年）
- 銀色のオリンシス（TOKYO MX、制作元請：東映アニメーション、各話制作協力、2006年）
- エア・ギア（制作元請：東映アニメーション、各話制作協力、2006年）
- それいけ!アンパンマン 妖精リンリンのひみつ（制作元請：トムス・エンタテイメント、協力、2008年）
- ペルソナ 〜トリニティ・ソウル〜（制作元請：A-1 Pictures、各話制作協力、2008年）
- デトロイト・メタル・シティ（制作元請：STUDIO 4℃、各話制作協力、2008年）
- 黒執事 制作元請：A-1 Pictures、各話制作協力、2008年 - 2009年）
- 戦場のヴァルキュリア（制作元請：A-1 Pictures、各話制作協力、2009年）
- こばと。（制作元請：マッドハウス、各話制作協力、2009年）
- FAIRY TAIL（制作元請：A-1 Pictures・サテライト、各話制作協力、2009年 - 2013年）
- ソ・ラ・ノ・ヲ・ト（制作元請：A-1 Pictures、各話制作協力、2010年）
- 黒執事II（制作元請：A-1 Pictures、各話制作協力、2010年）
- SUPERNATURAL: THE ANIMATION（制作元請：マッドハウス、各話制作協力、2011年）
- Rio RainbowGate!（制作元請：XEBEC、各話制作協力、2011年）
- 魔法少女まどか☆マギカ（制作元請：シャフト、各話制作協力、2011年）
- アスタロッテのおもちゃ!（制作元請：ディオメディア、各話制作協力、2011年）
- 戦国乙女〜桃色パラドックス〜（制作元請：トムス・エンタテインメント、各話制作協力、2011年）
- 侵略!?イカ娘（制作元請：ディオメディア、各話制作協力、2011年）
- ちはやふる（制作元請：マッドハウス、各話制作協力、2011年 - 2012年）
- LUPIN the Third -峰不二子という女-（制作元請：トムス・エンタテインメント、各話制作協力、2012年）
- 宇宙兄弟（制作元請：A-1 Pictures、各話制作協力、2012年 - 2014年）
- フォトカノ（制作元請：マッドハウス、各話制作協力、2013年）
- 蟲師 続章（制作元請：アニメーションスタジオ・アートランド、各話制作協力、2014年）
- トリアージX（制作元請：XEBEC、各話制作協力、2015年）
- 91Days（制作元請：朱夏、各話制作協力、2016年）
- ユーリ!!! on ICE（制作元請：MAPPA、各話制作協力、2016年）
- ニートくノ一となぜか同棲はじめました（制作元請:Quad、各話制作協力、2025年）

### その他
- マッドマシン（制作中止、1983年予定）
- 劇場版デジモンアドベンチャー（制作元請：東映アニメーション、協力プロダクション、1999年）
- Saban's Diabolik（制作元請：サバン・インターナショナル・サバン・インターナショナル・パリ、Overseas Animation、2000年 - 2001年）
- ヱヴァンゲリヲン新劇場版:破（制作元請：カラー、動画、2009年）
- ヱヴァンゲリヲン新劇場版:Q（制作元請：カラー、動画、2012年）
- 日本アニメ（ーター）見本市（制作元請：カラー、動画、2014年）
- ちいかわ（制作元請：動画工房、原画、2022年 - ）

## 関連人物
- 上條修
- 田中保
- 佐藤元
- 山本優
- 金田伊功
- 富沢和雄
- 酒井あきよし
- 首藤剛志
- いのまたむつみ
- 湯山邦彦
- 羽原信義
- 芦田豊雄
- 影山楙倫
- 加戸誉夫
- うのまこと
- 川口敬一郎
- 武上純希

## 同社スタッフ・OBが独立・起業した会社

### 現在
- アクタス - 創業メンバーの加藤博らが独立し1998年に設立。
- エー・ライン - 撮影出身の橋本和典がJ.C.STAFFの制作を経て2000年に設立。
- スタジオガッツ - 制作出身の荒尾哲也がぴえろを経て設立。
- MAHO FILM - プロデューサーの村田淳司らが独立し2018年に設立[5]。

### 過去
- カナメプロダクション - プロデューサーの相原義彰ら若手スタッフが独立し1982年に設立。1988年に倒産。
- 南町奉行所 - 出身の大張正己が靏山修（現つるやまおさむ）、カナメプロの山崎理や西井正典、亜細亜堂の大貫健一と共に1984年に設立。2009年に事業停止。
- 東京キッズ - 制作進行の木村健吾がぎゃろっぷを経て1990年に設立。2008年に倒産。
- ジーベック - プロデューサーの下地志直、文芸の佐藤徹（南極二郎）、アニメーターの羽原信義がProduction I.Gの子会社として1995年に設立。2019年付でProduction I.Gに吸収合併され解散[6]。
- アイムーヴ - アウベック出身で、プロデューサーの石坂透が2000年に設立。
- プラム - プロデューサーの梅原勝が独立し設立。
- フッズエンタテインメント - 文芸出身の永井理がプラム、ゴンゾを経て2009年に設立。
- 田熊編集室 - 編集の田熊純がアクタスを経て設立。